# Argentinië op de Olympische Zomerspelen 1976
Argentinië nam deel aan de Olympische Zomerspelen 1976 in Montréal, Canada. Voor het eerst sinds 1920 werd geen enkele medaille gewonnen.

## Resultaten per onderdeel

### Atletiek
| Olympiër          | Discipline      | Resultaat | Prestatie |
| ----------------- | --------------- | --------- | --- |
| Juan Adolfo Turri | kogelstoten (m) | 21e       | kwalificatie groep B: 12e met 17,76m |
| Tito Steiner      | tienkamp (m)    | 22e       | 7052 punten: 100 meter: 24e in 11,37 (717 punten) verspringen: 25e met 6,73m (763 punten) kogelstoten: 14e met 13,85m (719 punten) hoogspringen: 24e met 1,84m (716 punten) 400 meter: 22e in 50,30 (792 punten) 110 meter horden: 23e met 15,82m (766 punten) discuswerpen: 17e met 40,26m (691 punten) polsstokhoogspringen: 21e met 3,80m (754 punten) speerwerpen: 21e met 49,74m (629 punten) 1500 meter: 18e in 4.43,16 (505 punten) |

### Boksen
| Olympiër            | Discipline  | Resultaat | Prestatie |
| ------------------- | ----------- | --------- | --- |
| Héctor Patri        | -48kg (m)   | 5e        | 1e ronde: W van TOG Edoh: walk-over 2e ronde: W van EGY Abdelwahab: walk-over kwartfinale: V van PUR Maldonado: 0-5 |
| Luis Portillo       | -63,5kg (m) | 5e        | 1e ronde: W van IRQ Chanchoun: walk-over 2e ronde: W van AUT Sittler: 2-0 kwartfinale: V van POL Szczerba: 0-5      |
| Juan Domingo Suárez | -81kg (m)   | 5e        | 1e ronde: W van FRA Tafer: 1-0 2e ronde: W van HUN Jakab: 1-0 kwartfinale: V van POL Gortat: 1-4                    |

### Hockey
| Olympiër | Discipline | Resultaat | Prestatie |
| --- | ---------- | --------- | --- |
| Julio César Cufre Jorge Sabbione Jorge Disera Osvaldo Zanni Jorge Ivorra Luis Antonio Costa Marcelo Garraffo Flavio de Giacomi Fernando Calp Alberto Sabbione Daniel Portugués Alfredo Quaquarini Gustavo Paolucci César Raguso | mannen     | 11e       | groepsfase: V van India: 0-4 V van Canada: 1-3 V van Maleisië: 0-2 V van Nederland: 0-1 W van Australië: 3-2 9e tot 12e plaats: V van België: 2-3 |

| Groep A |            |             |             |             |             |            |            |            |        |
| #       | Land       | Wedstrijden | Wedstrijden | Wedstrijden | Wedstrijden | Doelpunten | Doelpunten | Doelpunten | Punten |
| #       | Land       | G           | W           | G           | V           | V          | T          | Saldo      | Punten |
| 1       | Nederland  | 5           | 5           | 0           | 0           | 11         | 3          | +8         | 10     |
| 2       | Australië  | 5           | 3           | 0           | 2           | 14         | 6          | +8         | 6      |
| 3       | India      | 5           | 3           | 0           | 2           | 12         | 9          | +3         | 6      |
| 4       | Maleisië   | 5           | 2           | 0           | 3           | 3          | 7          | -4         | 4      |
| 5       | Canada     | 5           | 1           | 0           | 4           | 4          | 11         | -7         | 2      |
| 6       | Argentinië | 5           | 1           | 0           | 4           | 4          | 12         | -8         | 2      |

| Ronde        | Datum    | Plaats     | Land | Score      | Land |
| ------------ | -------- | ---------- | ---- | ---------- | ---- |
| Groepsfase   |          |            |      |            |      |
| 18 juli      | Montréal | India      | 4-0  | Argentinië |      |
| 20 juli      | Montréal | Argentinië | 1-3  | Canada     |      |
| 21 juli      | Montréal | Maleisië   | 2-0  | Argentinië |      |
| 23 juli      | Montréal | Nederland  | 1-0  | Argentinië |      |
| 24 juli      | Montréal | Australië  | 2-3  | Argentinië |      |
| 9-12e plaats |          |            |      |            |      |
| 28 juli      | Montréal | België     | 3-2  | Argentinië |      |

### Judo
| Olympiër       | Discipline      | Resultaat | Prestatie |
| -------------- | --------------- | --------- | --- |
| Oscar Strático | -70kg (m)       | 13e       | 1e ronde: W van ECU Mackay 2e ronde: V van ITA Gamba |
| Jorge Portelli | -93kg (m)       | 12e       | 1e ronde: vrij 2e ronde: W van MGL Tsendaivsh 3e ronde: V van GBR Starbrook                                                                               |
| Jorge Portelli | open klasse (m) | 5e        | 1e ronde: W van AHO Ibáñez Gómez 2e ronde: W van CUB Felipa kwartfinale: W van AUT Wallas halve finale: V van GBR Remfry bronzen finale: V van KOR Jea-Ki |

### Paardensport
| Olympiër                                                       | Discipline  | Resultaat | Prestatie |
| Dressuur                                                       | Dressuur    | Dressuur  | Dressuur |
| -------------------------------------------------------------- | ----------- | --------- | --- |
| Guillermo Pellegrini                                           | individueel | 26e       | kwalificatie: 26e met 1294 punten |
| Eventing                                                       |             |           | |
| Carlos Alfonso                                                 | individueel | 27e       | dressuur: 48e met 117,91 strafpunten crosscountry: 32e met 321,20 strafpunten springconcours: 14e met 10 strafpunten totaal: 449,11 strafpunten   |
| Angel Boyenechea                                               | individueel | DSQ       | dressuur: 31e met 94,16 strafpunten crosscountry: gediskwalificeerd                                                                               |
| Rodolfo Grazzini                                               | individueel | 28e       | dressuur: 23e met 88,34 strafpunten crosscountry: 34e met 420,80 strafpunten springconcours: 29e met 20,75 strafpunten totaal: 529,89 strafpunten |
| Carlos Rawson                                                  | individueel | DNF       | dressuur: 22e met 87,50 strafpunten crosscountry: niet gefinisht                                                                                  |
| Carlos Alfonso Angel Boyenechea Rodolfo Grazzini Carlos Rawson | team        | DNF       | dressuur: 10e met 270 strafpunten crosscountry: niet gefinisht                                                                                    |
| Springconcours                                                 |             |           | |
| Argentino Molinuevo, Jr.                                       | individueel | 18e       | 1e ronde: 10e met 8 strafpunten 2e ronde: 18e met 27,50 strafpunten totaal: 35,50 strafpunten                                                     |
| Roberto Tagle                                                  | individueel | 22e       | 1e ronde: 22e met 12 strafpunten |
| Roberto Tagle                                                  | team        | DNF       | 1e ronde: niet gefinisht |

### Roeien
| Olympiër                                                                      | Discipline      | Resultaat | Prestatie                                                                  |
| ----------------------------------------------------------------------------- | --------------- | --------- | -------------------------------------------------------------------------- |
| Ricardo Ibarra                                                                | skiff (m)       | 6e        | serie 3: 1e in 7.17,41 halve finale 1: 1e in 6.57,41 finale: 6e in 8.03,35 |
| Carlos Denari Marcelo Gismondi Jorge Molina Juan Tuma                         | vier-zonder (m) | 15e       | serie 2: 5e in 6.49,33 herkansingen: 6e in 6.30,56                         |
| Hugo Aberastegui Hugo Constantini Ignacio Ruiz Raúl Tettamanti Jorge Segurado | vier-met (m)    | 13e       | serie 2: 5e in 7.04,38 herkansingen: 4e in 6.26,89                         |

### Schermen
| Olympiër                                                        | Discipline     | Resultaat | Prestatie |
| --------------------------------------------------------------- | -------------- | --------- | --- |
| Daniel Feraud                                                   | degen (m)      | 43e       | 1e ronde groep 2: 4e V van SWE Jacobson: 1-5 V van FRG Hehn: 1-5 W van URS Lukomsky: 5-4 W van CAN Varaljay: 5-5 |
| Juan Daniel Pirán                                               | degen (m)      | 61e       | 1e ronde groep 1: 4e V van GBR Johnson: 0-5 V van FRG Pusch: 0-5 V van ITA Pezza: 2-5 V van CAN Tatrallyay: 1-5 |
| Omar Vergara                                                    | degen (m)      | 34e       | 1e ronde groep 7: 2e W van SUI Suchanecki: 5-1 W van POL Wiech: 5-0 W van IRI Zarnegar: 5-4 V van SWE Edling: 1-5 2e ronde groep 6: 6e V van FRG Hehn: 2-5 V van FRA Boisse: 2-5 V van POL Janikowski: 3-5 V van GBR Johnson: 1-5 V van URS Abushakhmetov: 3-5 |
| Daniel Feraud Fernando Lupiz Juan Daniel Pirán Omar Vergara     | degen team (m) | 11e       | 1e ronde groep 4: 6e V van Zwitserland: 3-13 V van Noorwegen: 2-14 V van Canada: 8-8 (66-68) |
| Daniel Feraud                                                   | floret (m)     | 52e       | 1e ronde groep 9: 6e V van FRG Reichert: 0-5 V van ROU Kuki: 2-5 V van POL Kozeiejowki: 1-5 V van CUB Jhons: 1-5 V van IRI Asghar Pashapour: 2-5 |
| Fernando Lupiz                                                  | floret (m)     | 44e       | 1e ronde groep 4: 5e V van URS Stankovych: 2-5 V van FRG Hein: 1-5 V van USA Donofrio: 4-5 V van ITA Dal Zatto: 4-5 W van HKG Chan: 5-4 |
| Omar Vergara                                                    | floret (m)     | 51e       | 1e ronde groep 8: 6e V van FRG Behr: 1-5 V van USA Ballinger: 3-5 V van IRI Akbari: 4-5 V van JPN Kawatsu: 4-5 V van TCH Jurka: 0-5 |
| José María Casanovas                                            | sabel (m)      | 40e       | 1e ronde groep 5: 5e V van URS Krovopoeskov: 0-5 V van HUN Kovács: 2-5 V van CUB Salazar: 1-5 V van CAN Sukunda: 4-5 |
| Juan Gavajda                                                    | sabel (m)      | 42e       | 1e ronde groep 5: 5e V van ROU Pop: 0-5 V van USA Westbrook: 2-5 V van HUN Marót: 2-5 V van GBR Mather: 2-5 |
| José María Casanovas Juan Gavajda Fernando Lupiz Marcelo Méndez | sabel team (m) | 9e        | 1e ronde groep 4: 3e V van Hongarije: 2-14 V van Polen: 6-10 V van Iran: 4-9 |

### Schietsport
| Olympiër              | Discipline                 | Resultaat | Prestatie                       |
| --------------------- | -------------------------- | --------- | ------------------------------- |
| Jorge di Giandoménico | 50m geweer 3 houdingen (m) | 51e       | 1106 punten: (271-279-274-282)  |
| Ricardo Rusticucci    | 50m geweer liggend (m)     | 51e       | 583 punten: (96-97-97-98-99-96) |
| Juan Casey            | 50m pistool (m)            | 43e       | 515 punten: (83-90-89-89-86-78) |
| Osvaldo Scandola      | 25m snelvuurpistool (m)    | 27e       | 585 punten: (294-291)           |
| Oscar Yuston          | 25m snelvuurpistool (m)    | 40e       | 565 punten: (283-282)           |
| Firmo Roberti         | skeet (m)                  | 11e       | 193 punten                      |

### Wielersport
| Olympiër                                                           | Discipline         | Resultaat | Prestatie      |
| ------------------------------------------------------------------ | ------------------ | --------- | -------------- |
| Osvaldo Benvenuti                                                  | wegwedstrijd (m)   | DNF       | niet gefinisht |
| Oswaldo Frossasco                                                  | wegwedstrijd (m)   | DNF       | niet gefinisht |
| Juan Carlos Haedo                                                  | wegwedstrijd (m)   | DNF       | niet gefinisht |
| Raúl Labbate                                                       | wegwedstrijd (m)   | DNF       | niet gefinisht |
| Osvaldo Benvenuti Oswaldo Frossasco Juan Carlos Haedo Raúl Labbate | ploegentijdrit (m) | 22e       | 2:24.48        |

### Worstelen
| Olympiër       | Discipline  | Resultaat   | Prestatie                                                                                               |
| Vrije stijl    | Vrije stijl | Vrije stijl | Vrije stijl                                                                                             |
| -------------- | ----------- | ----------- | --- |
| Sergio Fiszman | -68kg (m)   | 17e         | 1e ronde: V van GBR Gilligan: fall 2e ronde: W van SEN Mané: fall 3e ronde: V van IRI Reza Navaei: fall |
| Daniel Verník  | -100kg (m)  | 10e         | 1e ronde: W van SEN N'Diaye: fall 2e ronde: V van URS Jarygin: fall 3e ronde: V van TCH Drozda: fall    |
| Carlos Braconi | +100kg (m)  | 10e         | 1e ronde: V van JPN Isogai: fall 2e ronde: V van SEN Sakho: fall                                        |
| Grieks-Romeins |             |             | |
| Sergio Fiszman | -68kg (m)   | 15e         | 1e ronde: V van HUN Toma: fall 2e ronde: V van BUL Nedev: fall                                          |
| Daniel Verník  | -100kg (m)  | 8e          | 1e ronde: vrij 2e ronde: V van POL Skrzydlewski: fall 3e ronde: V van FRG Schäfer: fall                 |
| Carlos Braconi | +100kg (m)  | 13e         | 1e ronde: V van NOR Gundersen: gediskwalificeerd 2e ronde: V van URS Kolchinsky: fall                   |

### Zeilen
| Olympiër                                | Discipline | Resultaat | Prestatie                          |
| --------------------------------------- | ---------- | --------- | ---------------------------------- |
| Juan C. Firpo                           | finn (m)   | 23e       | 144 punten: (29-24-20-17-25-29-29) |
| Pedro Ferrero Jorge Rão Andrés Robinson | soling (m) | 20e       | 138 punten: (28-28-24-20-21-20-25) |

### Zwemmen
| Olympiër                                                    | Discipline            | Resultaat | Prestatie              |
| ----------------------------------------------------------- | --------------------- | --------- | ---------------------- |
| Conrado Porta                                               | 100m rugslag (m)      | 31e       | serie 5: 6e in 1.01,13 |
| Conrado Porta                                               | 200m rugslag (m)      | 18e       | serie 5: 5e in 2.09,75 |
|                                                             |                       |           |                        |
| Susana Coppo                                                | 100m vrije slag (v)   | 42e       | serie 7: 6e in 1.02,46 |
| Rossana Juncos                                              | 100m vrije slag (v)   | 40e       | serie 5: 6e in 1.01,89 |
| Susana Coppo                                                | 200m vrije slag (v)   | 37e       | serie 3: 7e in 2.19,26 |
| Susana Coppo                                                | 400m vrije slag (v)   | 28e       | serie 3: 6e in 4.57,41 |
| Claudia Bellotto                                            | 100m rugslag (v)      | 28e       | serie 3: 6e in 1.10,27 |
| Claudia Bellotto                                            | 200m rugslag (v       | 28e       | serie 4: 7e in 2.32,60 |
| Rossana Juncos                                              | 100m schoolslag (v)   | 35e       | serie 6: 6e in 1.21,53 |
| Patricia Spohn                                              | 200m schoolslag (v)   | 38e       | serie 2: 8e in 2.59,51 |
| Rossana Juncos                                              | 200m vlinderslag (v)  | 30e       | serie 5: 6e in 2.28,81 |
| Claudia Bellotto Susana Coppo Rosanna Juncos Patricia Spohn | 4x100m vrije slag (v) | 12e       | serie 2: 6e in 4.14,57 |
| Claudia Bellotto Susana Coppo Rosanna Juncos Patricia Spohn | 4x100m wisselslag (v) | 16e       | serie 3: 6e in 4.41,82 |

Amerikaanse Maagdeneilanden · Andorra · Antigua en Barbuda · Argentinië · Australië · Bahama's · Barbados · België · Belize · Bermuda · Bolivia · Bondsrepubliek Duitsland · Brazilië · Bulgarije · Canada · Chili · Colombia · Costa Rica · Cuba · Denemarken · Dominicaanse Republiek · Duitse Democratische Republiek · Ecuador · Egypte · Fiji · Filipijnen · Finland · Frankrijk · Griekenland · Groot-Brittannië · Guatemala · Haïti · Honduras · Hongarije · Hongkong · Ierland · IJsland · India · Indonesië · Iran · Israël · Italië · Ivoorkust · Jamaica · Japan · Joegoslavië · Kaaimaneilanden · Kameroen · Koeweit · Libanon · Liechtenstein · Luxemburg · Maleisië · Marokko · Mexico · Monaco · Mongolië · Nederland · Nederlandse Antillen · Nepal · Nicaragua · Nieuw-Zeeland · Noord-Korea · Noorwegen · Oostenrijk · Pakistan · Panama · Papoea-Nieuw-Guinea · Paraguay · Peru · Polen · Portugal · Puerto Rico · Roemenië · San Marino · Saoedi-Arabië · Senegal · Singapore · Sovjet-Unie · Spanje · Suriname · Thailand · Trinidad en Tobago · Tsjecho-Slowakije · Tunesië · Turkije · Uruguay · Venezuela · Verenigde Staten · Zuid-Korea · Zweden · Zwitserland